# Vicent Micó
Vicent Micó fon un activista i religiós valencià lligat a la comunitat de Turballos, de la qual va ser fundador.
Vicent Micó va nàixer l'any 1928 a l'Olleria (Vall d'Albaida): ordenat capellà, l'any 1968 va ser destinat a la parròquia de Santa Rosa d'Alcoi fins 1976 i, en acabant, traslladat a la Vall de Gallinera, on va traduir el Nou Testament al valencià; més tard es va establir al lloc de Turballos (terme de Muro d'Alcoi, el Comtat), on va fundar una comunitat ecologista, pacifista i valencianista.
Micó morí l'11 de gener de 2018; el soterrar tingué lloc al sendemà a Turballos.